# Kwanyama

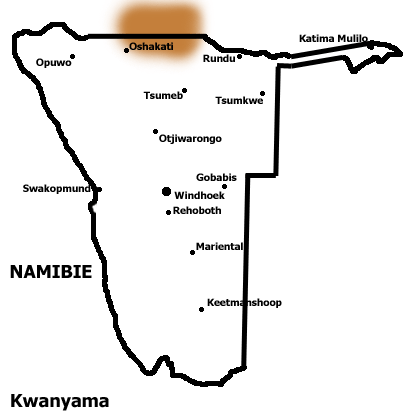
Verspreidingsgebied Kwanyama in Namibië en het zuiden van Angola

Kwanyama of Oshikwanyama is een Bantoetaal die wordt gesproken in het zuiden van Angola door bijna een half miljoen mensen. Kwanyama wordt ook gesproken in de regio Ohangwena in het noorden van Namibië. De taal wordt in Namibië gesproken door ongeveer 200.000 mensen die tot de Owambobevolkingsgroep behoren. 
Kwanyama is nauw verwant aan andere in Noord-Namibië gesproken talen zoals Ndonga en Kwambi. Gangbare aanduidingen voor deze talengroep zijn Oshiwambo en Owambo.
Kwanyama bestaat ook als schrijftaal en wordt met name op scholen in de Ohangwena regio onderwezen. Sommige artikelen in het landelijke dagblad The Namibian zijn geschreven in het Kwanyama.